# Ябълков тарт
Ябълковият тарт „Татен“ е класически френски десерт, подобен на пай с ябълки, но приготвен с тесто само от едната страна, което вече може да се нарече тарт. Обикновената тарта е с долна кора от маслено тесто, крем и отгоре плодове. Докато при тарт „Татен“ се пече наобратно – отдолу карамелизирани плодове и отгоре тесто, и едва при сервирането се обръща.
„Тарта на госпожиците Татен“, както е официалното име на сладкиша, е създаден от сестрите Стефани и Каролин Татен, които били собственички на хотел-ресторант в градчето Ламот-Бьоврон, Франция. Специалитетът на Каролин е бил хрупкава и карамелизирана ябълкова тарта. Един ден при голям наплив на клиентела, Стефани, която била на рецепцията, се сетила, че закъсняват с приготвянето на десерта. Влизайки в кухнята, взела първата ѝ попаднала тава, сложила обелените ябълки и захарта и я пъхнала във фурната без да забележи, че тавата не била предварително гарнирана с тесто. Малко по-късно разбрала и покрива вече карамелизираните ябълки с тестото. После опечена, я обърнала върху поднос да види как изглежда и как да сервира този „сбъркан десерт“, както е известен сладкишът днес във Франция. Сложила разбита сметана отстрани на чинията за допълнение. Клиентите харесали „сбъркания десерт“ и това поставило началото му.
Съществуват сладки, солени и сладко-солени варианти. Рецептата е станала много популярна, и често се смята, че всяка тарта с плодове, която се готви „захлупена“ с тесто и после се обръща, се казва „тип Татен“. Но класическата рецепта е с карамелизирани ябълки, маслено тесто и сервирана със заквасена сметана.